# Platydema asymmetricum
Platydema asymmetricum es una especie de escarabajo del género Platydema, tribu Diaperini, familia Tenebrionidae. Fue descrita científicamente por Champion en 1893.

## Hábitat
Se ha encontrado a altitudes que van desde los 660 hasta 700 metros.

## Distribución
Se distribuye por Papúa Nueva Guinea.